# 比克瑟伊 (维埃纳省)
比克瑟伊（法語：Buxeuil）是法国新阿基坦大区 维埃纳省的一个市镇，位于该省北部，属于沙泰勒罗区。该市镇的总面积为11.96平方公里，2009年时的人口 为939人。

## 人口
比克瑟伊人口变化图示
| 数据来源：INSEE |